# Комуна (продуцентска кућа)
Комуна је покренута 1985. године као трајна радна заједница првенствено за реализацију и производњу музичких дела (дискографију) и једна од првих приватних кућа у области културе.
Оснивач је Макса Ћатовић који је већ имао искуства у организовању музичких дешавања нпр: концерт Бијелог дугмета код Хајдучке чесме, рок спектакл на стадиону Партизана 1979. године, дводневни фестивал Сви марш на плес из 1981. године где су учествовали популарни рок извођачи.
Био је и извршни продуцент на неколико ЛП плоча поп певача Здравка Чолића којим су успостављени нови стандарди у развоју југословенске поп сцене.
Комуна је у овом периоду још издала и музичка издања Весне Змијанац, Џеја, Хариса Џиновића а на МЕСАМ-у 1991. године Комуна је била проглашена најбоља у три категорије од четири.
Осим тога, Комуна је организовала десетине концерата и музичких спектакала а најпознатији наступи музичких звезда као што су Мадона, AC/DC, Sting, Ерос Рамацоти, Deep Purple, Лучано Павароти, Jamiroquai итд.
Познати домаћи извођачи са којима је Комуна сарађивала:
- Горан Бреговић
- Здравко Чолић
- Пилоти
- Смак
- Др Неле Карајлић
- Тања Бањанин
- Неда Украден
- Моделс
- Оливер Мандић
- Лаза Ристовски
- К2
- Цеца Ражнатовић
- Џеј
- Драгана Мирковић
- Весна Змијанац
- Рамбо Амадеус
- Монтенигерс
- Гру
- Лабораторија звука
- Бајага и инструктори итд.

## Филмска и ТВ продукција
Године 1993. Комуна се укључује и у производњу кинематографских дела учешћем у реализацији филма Подземље који је 1995. године добио Златну палму у Кану.
Реализовали су и наслове Спаситељ, Лајање на звезде, Држава мртвих,  Сиви камион црвене боје, Заспанка за војнике, Дара из Јасеновца и тв серије: Била једном једна земља, Сваштара, Породично благо, Стижу долари, Лисице.
На реализацији неких филмских наслова Комуна је сарађивала и са иностраним партнерима (Спаситељ — Оливер Стоун и Подземље, Црна мачка, бели мачор — Ciby 2000, Pandora).

## Продукција филмова
| Год.       | Назив                               | Улога             |
| ---------- | ----------------------------------- | ----------------- |
| 1990-е     |                                     |                   |
| 1995.      | Подземље                            |                   |
| 1996.      | Била једном једна земља (TВ серија) |                   |
| 1997.      | Моја домовина                       |                   |
| 1997.      | Спаситељ                            |                   |
| 1998.      | Црна мачка, бели мачор              |                   |
| 1998.      | Лајање на звезде                    |                   |
| 1998.      | Сваштара                            |                   |
| 1999.      | Бело одело                          | копродуцент       |
| 2000-е     |                                     |                   |
| 2000.      | А сад адио                          |                   |
| 2000.      | Тајна породичног блага              |                   |
| 2001.      | Лола                                |                   |
| 2001.      | Нормални људи                       |                   |
| 1998-2002. | Породично благо                     |                   |
| 2002.      | Новогодишње венчање                 |                   |
| 2002.      | Лисице                              |                   |
| 2002.      | Држава мртвих                       |                   |
| 2003.      | Неки нови клинци                    |                   |
| 2004.      | Сиви камион црвене боје             |                   |
| 2005.      | Балканска браћа                     |                   |
| 2006.      | Трансформа                          |                   |
| 2004-2006  | Стижу долари                        |                   |
| 2007.      | Letete s Rossinant                  |                   |
| 2007.      | Клопка                              | копродуцент       |
| 2007.      | Хадерсфилд                          | копродуцент       |
| 2010-е     |                                     |                   |
| 2010.      | Мотел Нана                          | копродуцент       |
| 2018.      | Заспанка за војнике                 | извршни продуцент |
| 2021.      | Дара из Јасеновца                   | копродуцент       |